# Пиццинато-Папо, Венере
Венере Пиццинато-Папо (итал. Venere Pizzinato-Papo; 23 ноября 1896 — 2 августа 2011 года) — итальянская долгожительница, которая прожила 114 лет и 252 дня. Она была третьим старейшим живущим человеком в мире после Бесси Купер и Тиёно Хасэгавы. Также Пиццинато была старейшим человеком, который родился в Австро-Венгерской Империи. На момент своей смерти она была самым старым жителем Италии в истории. 13 декабря 2011 года этот титул получила Дина Манфредини. До 9 августа 2014 года (титул перешёл к Эмме Морано) была самым старым человеком, который родился и умер в Италии. По состоянию на сентябрь 2018 года Венере Пиццинато-Папо является пятой старейшей итальянкой в истории. До 12 мая 2025 года входила в список 100 старейших людей в мире.

## Биография
Венере Пиццинато-Папо родилась 23 ноября 1896 года в городе Ала, Австро-Венгрия (ныне Италия). В 1902 году её семья переехала в Верону, где жили их родственники. В 1903 году семья вернулась в регион Трентино-Альто-Адидже и Венере пошла в школу города Тренто. Первая мировая война заставила Пиццинато переехать в город Баццано, Болонья (сейчас часть муниципалитета Вальзамоджа). После войны она переехала в Милан, где получила итальянское гражданство и встретила своего будущего мужа Исидоро Папо. В начале Второй мировой войны в 1939 году пара переехала в Ниццу, Франция, чтобы избежать фашистского режима Бенито Муссолини. Они поженились во Франции, а после войны вернулись в Милан. После выхода на пенсию в 1964 году Венере и Исидоро переехали в Верону, где они окончательно поселились. Исидоро Папо умер в 1981 году. У них не было детей.
23 ноября 2010 года Венере навестил президент Италии Джорджо Наполитано, в честь её 114-летия.
Венере Пиццинато-Папо умерла 2 августа 2011 года в Вероне в возрасте 114 лет и 252 дней.

## См.также
- Список старейших людей в мире;
- Список старейших женщин;
- Долгожитель;
- Эмма Морано;
- Джузеппина Проетто-Фрау;
- Список старейших жителей Европы.